# Pina (film)
A Pina 2011-ben bemutatott, 3D-technikával készült táncfilm Wim Wenders rendezésében. A filmet a hatvanegyedik berlini nemzetközi filmfesztiválon mutatták be. Wim Wenders fejében már a nyolcvanas években felmerült egy film készítésének ötlete Pina Bausch táncaiból, ám a gyakorlati megvalósításra csak 2009 őszén került sor. Wenders úgy döntött, hogy a filmben felhasználja a legújabb 3D-s technikákat, hogy növelje a film látványosságát. A mű eredetileg egy road movie  lett volna, azonban Pina Bausch 2009 nyarán meghalt rákban, így Wenders egy hommage készítése mellett döntött. A filmben három Bausch-darabból mutatnak be részleteket változatos helyszíneken, mint Wuppertal, egy kőfejtő, az esseni Zollverein és egy patak is. Ezen kívül a természet különféle elemei, a növényzet és az állatok is kiemelt hangsúlyt kapnak. Mivel Bausch már halott volt a film készítésekor, leginkább a társulata tagjai jelennek meg, míg a művésznő csupán néhány archív felvétel erejéig látható.

## Szereplők
- Pina Bausch